# Luisenstraße 172 (Mönchengladbach)

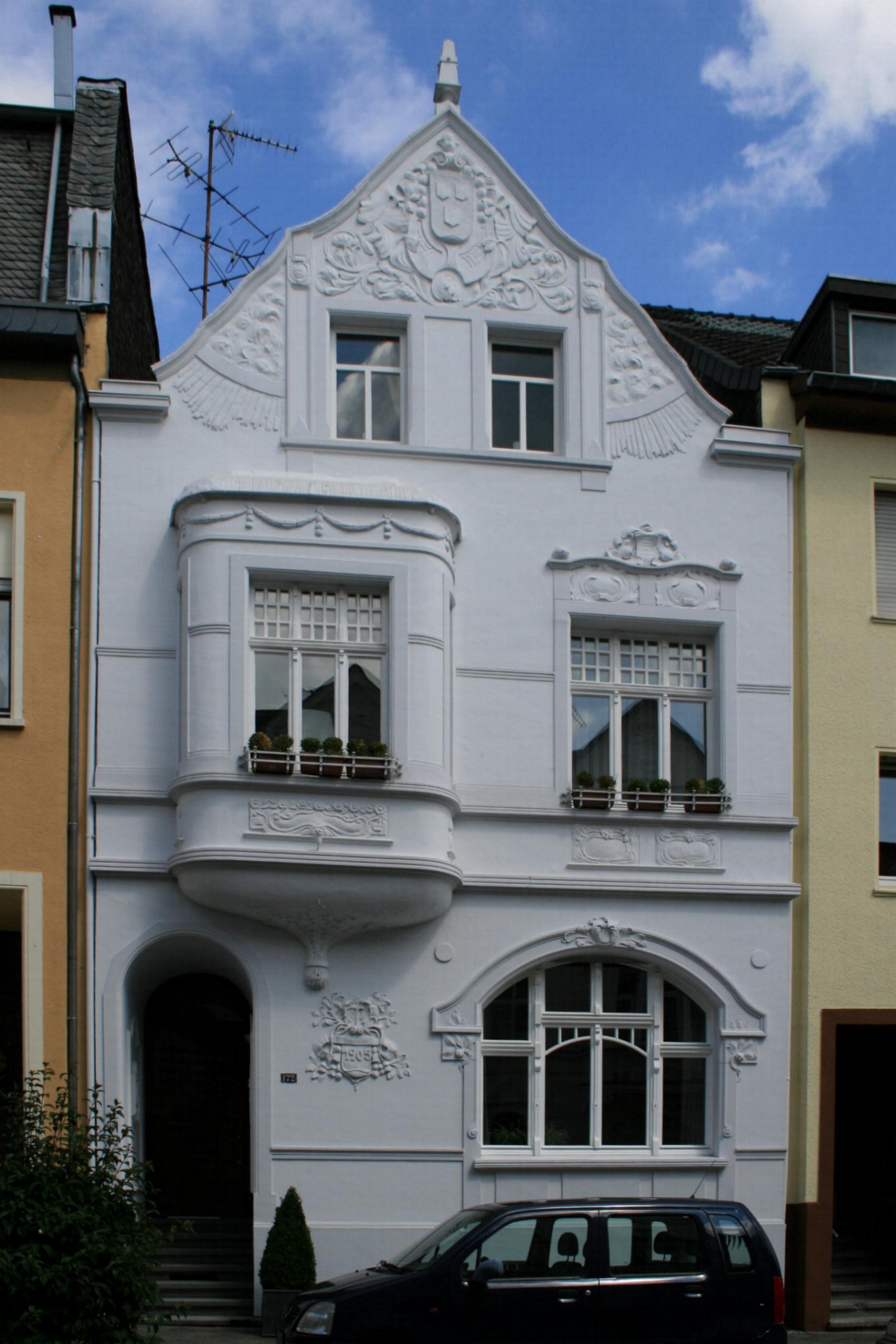
Wohnhaus (2010)

Das Wohnhaus Luisenstraße 172 befindet sich in Mönchengladbach (Nordrhein-Westfalen) im Stadtteil Westend.
Das Gebäude wurde 1905 erbaut. Es wurde unter Nr. L 009 am 4. Dezember 1984 in die Denkmalliste der Stadt Mönchengladbach eingetragen.

## Architektur
Bei dem Objekt handelt es sich um ein zweigeschossiges Wohnhaus mit ausgebautem Satteldachgeschoss aus dem Jahre 1905. Die in den Formen des Jugendstils gestaltete Fassade ist in sich bewegt, jedoch durch den kraftvollen Giebel mit einer symmetrischen Bekrönung versehen.